# Chrzest Chrystusa (obraz Gerarda Davida)
Chrzest Chrystusa – tryptyk niderlandzkiego malarza Gerarda Davida namalowany w latach 1502–1508.
Tryptyk przedstawia chrzest Chrystusa w rzece Jordan. Swoim stylem nawiązuje do dzieł van Eycka i Memlinga, co widoczne jest głównie w szczegółowym przedstawieniu roślinności i szat. Po śmierci fundatora, został zainstalowany w 1520 roku na ołtarzu kaplicy ławników rady miejskiej w kościele Saint-Basilius w Brugii.

## Opis obrazu
Na skrzydłach David przedstawił fundatorów dzieła; na lewym Jana de Trompesa, radnego i burmistrza Brugii z synem i z jego patronem Janem Ewangelistą, na prawym panelu ukazana została pierwsza żona burmistrza Elisabeth van der Meersch wraz z jej patronką Elżbietą Węgierską i czterema córkami. Po śmierci żony, na rewersie prawego skrzydła, około 1507-1508 roku, domalowano wizerunek drugiej żony Madeleine Cordier z córkami.
Środkowy panel podzielony jest na dwie części niewidoczną osią, u dołu której znajduje się postać Chrystusa. Ponad nim unosi się gołębica symbolizująca Ducha Świętego, a nad nią postać Boga Ojca. Jego głowę wieńczy tiara podobna do tej z Ołtarzu Gandawskiego; w aureoli natomiast pojawiają się cztery niemowlęce figurki. Tryptyk kompozycyjnie podobny jest do obrazu Piera della Francesca pt. Chrzest Chrystusa czy dzieła Andrea del Verrocchia pod tym samym tytułem. Na pierwszym planie ukazano z drobiazgową dokładnością kwiaty i inną roślinność.
W głębi przedstawionej sceny, przez wszystkie trzy panele, rozciąga się urozmaicony krajobraz; niebo, zgodnie z zasadami perspektywy, przechodzi z białego w błękitny kolor. W środkowej kwaterze, w dali, widać św. Jana głoszącego kazanie na pustkowiu (z lewej strony) i ochrzczonego już Chrystusa ukazującego się współwyznawcom.